# گریت لنگتون
گریت لنگتون (به انگلیسی: Great Langton) یک روستا و محله مدنی در بریتانیا است که در همبلتون واقع شده‌است. گریت لنگتون ۳٫۰۴ کیلومتر مربع مساحت و ۲۰۲ نفر جمعیت دارد.